# Sale Sharks
Sale Sharks är ett engelskt rugby unionlag som spelar i högsta ligan (Guinness Premiership) i England[när?]. Sale Sharks spelar sina hemmamatcher på Edgeley Park som ligger i Sale, Greater Manchester. Klubben grundades 1861.